# Jean-Hubert Gailliot

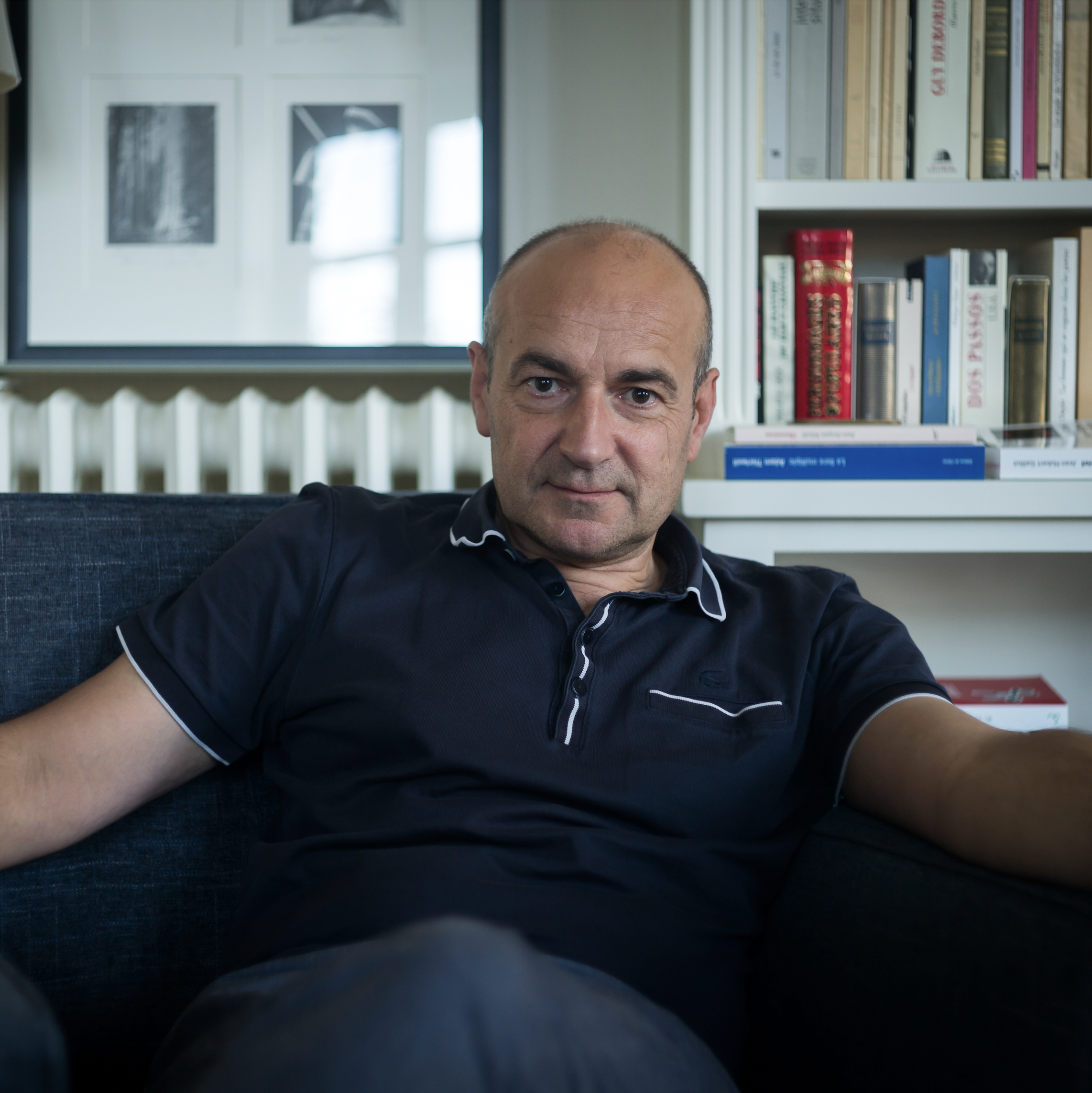
Jean-Hubert Gailliot en 2014.

Jean-Hubert Gailliot, né en 1961, est un écrivain et éditeur français .

## Biographie
Il est, avec Sylvie Martigny, l'un des cofondateurs des éditions Tristram en 1989,. Auteur de plusieurs romans, tous parus aux Éditions de l'Olivier, dont Le Soleil qui a reçu en 2014 le prix Wepler, Jean-Hubert Gailliot est également l'auteur avec Pierre Bourgeade et Sylvie Martigny d'un livre d'entretiens, L'Objet humain (Gallimard, collection "L'Infini", 2003) et de la préface du roman de Juan José Saer, Glose (Le Tripode, 2015). À l'occasion du trentième anniversaire des éditions Tristram, il a coordonné avec Sylvie Martigny l'anthologie intitulée Association de malfaiteurs, avec  des contributions, entre autres, de Nina Allan, David Bowie, Jean-Jacques Schuhl, Hans Magnus Enzensberger, Patti Smith, Philippe Garnier, Roberto Saviano, J.G. Ballard, Philippe Sollers…

## Œuvres
- La Vie magnétique, Paris, Éditions de l’Olivier, 1997, 125 p.  (ISBN 2-87929-145-3)
- Les Contrebandiers, Paris, Éditions de l’Olivier, 2000, 189 p.  (ISBN 2-87929-244-1)
- L’Hacienda, Paris, Éditions de l’Olivier, 2004, 318 p.  (ISBN 2-87929-318-9)[3],[4]
- 30 minutes à Harlem, Paris, Éditions de l’Olivier, coll. « Petite bibliothèque de l’Olivier», 2004, 58 p.  (ISBN 2-87929-475-4)
- Bambi Frankenstein, Paris, Éditions de l’Olivier, 2006, 121 p.  (ISBN 2-87929-486-X)
- Le Soleil, Paris, Éditions de l’Olivier, 2014, 529 p.  (ISBN 978-2-87929-635-7)[5] - Prix Wepler 2014[2]
- Actions spéciales, Paris, Éditions de l'Olivier, 2021, 470 p.  (ISBN 978-2-8236-1816-7)
- Le Pickpocket des Champs-Élysées, Paris, Éditions de l'Olivier, 2023, 206 pages  (ISBN 978-2-8236-2042-9)